# Gefängnis (Swakopmund)
Das Gefängnis Swakopmund, vor allem auch Altes Gefängnis (die deutsche Bezeichnung wird lokal auch im Englischen verwendet) ist ein Gefängnis in Swakopmund in der Region Erongo in Namibia. Der repräsentative Bau wurde unter deutscher Kolonialherrschaft im Jahr 1909 errichtet. Architekt war Heinrich Bause und/oder Otto Ertl. Der Bau wird auch heute (Stand 2020) noch als Gefängnis genutzt.
Das Gebäude ist seit 26. Oktober 1973 ein Nationales Denkmal Namibias.